# Paolo Lanzotti
Paolo Lanzotti (Venezia, 1952) è uno scrittore italiano..

## Biografia
Veneziano. Laureato in filosofia. Insegnante. Risiede a Venezia. Dopo aver pubblicato in gioventù alcuni volumetti di poesie e dopo un'esperienza da pubblicista durata alcuni anni (i suoi articoli avevano come argomento l'uso delle nuove tecnologie nella didattica), si è dedicato in pianta stabile alla narrativa. I suoi esordi sono legati principalmente alla fantascienza, nel cui ambito ha pubblicato un certo numero di racconti editi, fra l'altro, in riviste come Bit, Delos, Nova e Futuro Europa. Ai primi anni risale anche un romanzo fantasy, "I tempi del Domani", edito da Perseo Libri (poi Elara). Nel 1997 ha vinto il premio "Il Battello a Vapore" con un romanzo per ragazzi pubblicato poi da PIEMME: "Le parole magiche di Kengi il Pensieroso". Il romanzo è stato quasi subito tradotto e pubblicato in Spagna da SM, editore di Madrid. Sempre per PIEMME, ha pubblicato un giallo storico dal titolo "Il segreto dello scriba", ambientato nella Mesapotamia dei Sumeri. Anche questo secondo romanzo è stato tradotto e pubblicato in Spagna da ViaMagna, di Barcellona. Nel 2010 ha vinto la prima edizione del Premio Odissea Fantascienza con Il segreto di Kregg, pubblicato dalla Delos Books. Suoi romanzi sono risultati finalisti ai premi Odissea 2011, Urania-Mondadori 2012, Il Giallo Mondadori 2015, Odissea 2015. Pur occupandosi ancora, saltuariamente, di fantascienza e fantasy, negli ultimi anni si è rivolto principalmente ai gialli storici, scrivendo alcuni romanzi ambientati nella Venezia tra '700 e '800. È attualmente presente anche nel mondo del self-publishing e degli ebook, con tre lavori: "Due misteri per Kengi il Pensieroso" (seguito de' "Le parole Magiche"), "Il selciato dell'inferno" (un romanzo di fantascienza) e "Inghe" (un fantasy rivolto soprattutto ai cosiddetti giovani-adulti, tra i 15 e i 25 anni). Nel 2016 ha vinto il premio "Alberto Tedeschi"- Il Giallo Mondadori, con il romanzo "La voce delle ombre": giallo storico ambientato a Venezia, negli ultimi giorni della rivoluzione del 1848-49. Il romanzo è stato pubblicato nella collana Giallo Mondadori a ottobre 2016 e, successivamente, nella collana Mondadori Oscar Gialli. Nei primi mesi del 2017 è uscito un suo romanzo fantasy per ragazzi, "Il Libro di Libri", da Armando Curcio editore. Sempre nel 2017, ha pubblicato "La verità è un'ombra, Watson", nella collana Il Giallo Mondadori Sherlock. Nel 2021 ha iniziato la pubblicazione della serie di gialli storici ambientati a Venezia nel 1753, che vedono protagonista Marco Leon, agente dell'Inquisizione di Stato, e i suoi Angeli Neri. Attualmente la serie è arrivata al quinto episodio.

## Opere

### Romanzi
- Le parole magiche di Kengi il Pensieroso - PIEMME, 1998
- Il segreto dello scriba - PIEMME, 2004
- Il magico mondo di Honn - Gruppo Albatros-Il filo, 2009
- Il segreto di Kregg - Delos Books, 2010
- La voce delle ombre - Il Giallo Mondadori n. 3148 – ottobre 2016, (riedito Mondadori Oscar gialli, 2017)
- Il libro di libri -  Armando Curcio editore, 2017
- La verità è un'ombra, Watson - Il Giallo Mondadori – serie Sherlock – 2017
- I guardiani della laguna - Tre60, 2021 - poi TEA 2022
- Le ragioni dell'ombra - Tre60, 2022 - poi TEA 2023
- Le carte segrete della Serenissima - Tre60, 2023 - poi TEA 2024
- L'alchimista della laguna - Tre60, 2024
- L'enigma della maschera - Tre60, 2025

## Riconoscimenti
- Premio “Il Battello a Vapore”, PIEMME, 1997
- Premio Odissea, per Il segreto di Kregg  ex aequo con Clelia Farris, Nessun uomo è mio fratello, DELOS, 2009
- Premio Alberto Tedeschi, MONDADORI, 2016[1]